# Francesco Chiaromonte
Francesco Chiaromonte, född den 20 juli 1809 på Sicilien, död den 10 oktober 1886 i Bryssel, var en italiensk tonsättare och sånglärare.
Chiaromonte utmärkte sig tidigt som kapellsångare för sin vackra tenorröst och studerade komposition för Donizetti i Neapel. Han blev sånglärare vid därvarande konservatorium samt komponerade operor och kyrkliga verk. För deltagande i frihetsrörelserna hölls han 
i fängelse 1848-50. Chiaromonte verkade sedan i Paris och London samt bosatte sig 1862 i Bryssel, där han vann ett ansett namn som sånglärare och 1871 blev professor vid konservatoriet. Han utgav en sånglära, Méthode de chant. 